# 광도천
광도천 (光道川 , Gwangdocheon)은 경상남도 통영시의 광도면을 흐르는 지방하천이다.

## 개요
광도천은 광도면 우동리 천개산 남쪽 사면에서 발원해 우동저수지를 이루고 남쪽으로 흐르다가 노산리에서 원문포 해안으로 유입된다.

## 유역
경상남도 통영시 광도면 우동리 천개산(해발 524.5m)에서 발원하여 동남 방향에 위치한 상수원인 우동저수지를 거쳐 경작지를 통과하면서 소하천인 수직천, 대촌천, 전두천이 차례로 합류한다. 그리고 노산리 광도교 부근에서 동해천과 합류한 후 광도천 하구에서 바다로 유입된다. 천개산·대당산·공얄등산·석가산 등 주변이 산지로 둘러싸여 있다.
발원지에서 잰 본류의 길이는 4.57km, 유역면적은 14.81㎢, 하폭은 중·상류부는 개략 20~40m이고 하류부는 23~50m이다. 하천의 구성은 주로 자갈,모래로 구성되어 있으며, 하천의 경사도는 상류부가 1/57, 하류부가 1/300으로 중·상류부는 비교적 급한 경사이다.
유역은 북으로는 광도면 안정리, 남으로는 광도면 죽림리, 동으로는 해안, 서로는 도산면 법송리와 접하며 행정구역상으로는 통영시 광도면 외 1개리, 노산리 외 4개리를 포함하고 있다.
주변 하천으로는 광도천으로 합류되는 동해천이 있다.

## 인근 모습&동식물현황

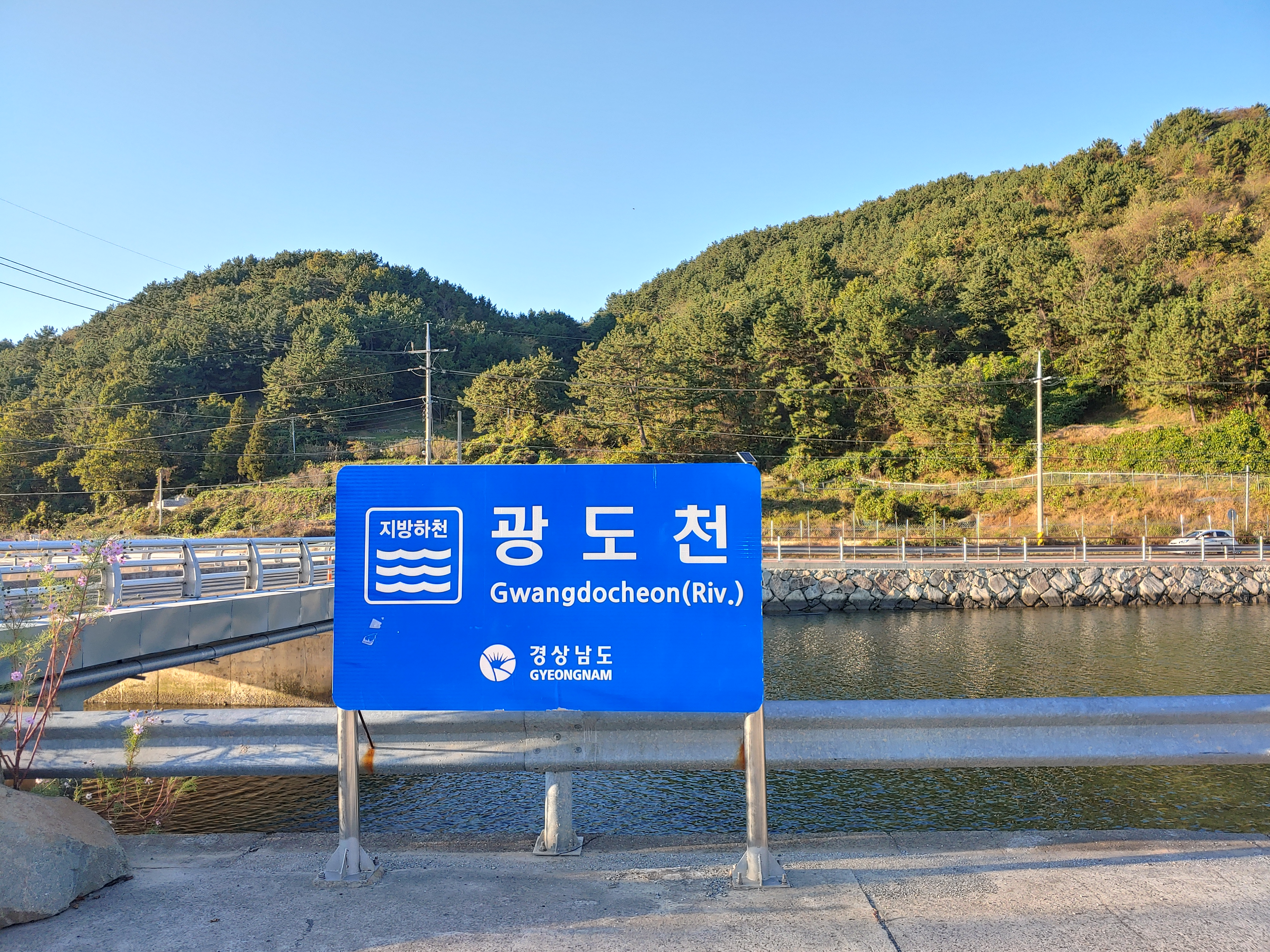
광도천(지방하천 2급)

광도천은 다른 하천에 비해 유량이 적은 편이다. 유역내에는 많은 동·식물류가 존재하고 있지만 하천이 우수기를 제외하고는 대부분 건천화가 되어 하천내에 서식하는 어류는 부족하다.
대표적으로 분포하는 포유류, 어류, 조류 및 식생군락은 다음과 같다.
| 구분             | 분포 종류수 | 명칭 | 비고                                                                                          |
| ---------------- | ----------- | --- | --------------------------------------------------------------------------------------------- |
| 포유류           | 2           | 집쥐 고양이 | 아직까지 도 있을것으로 추정                                                                   |
| 어류 및 기타동물 | 23          | 피라미 송사리 미꾸라지 긴몰개 참붕어 은어 꺽지 갈겨니 꾹저구 붕어 민물검정망둑 버들치 쌀미꾸리 미꾸리 왕우렁이 논우렁이 물달팽이 다슬기 새뱅이 줄새우 말똥게 풀게 갯강구 무자치 | 수질등급 2~3등급에 서식 희귀성 어류 : 피라미, 갈겨니 과거에는 피라미, 송사리 미꾸라지 가 서식 |
| 조류             | 6           | 까치 큰부리까마귀 꿩 멧비둘기 흰뺨검둥오리 쇠백로 청둥오리 | 이외에도 수많은 조류 가 존재함                                                                |
| 초목류           | 8           | 들국화 소나무 아카시아 참나무 개비취 창포 부들 갈대 물칭개나물 | 이외에도 수많은 초목류가 존재함                                                               |

광도천에는 수국이 약 2,000주가 심어져 있다. 2017년 광도면은 수국을 광도면의 꽃으로 지정하였으며 광도천 수국길을 조성하였다. 그리고 광도빛길 수국축제가 매년 6월 광도천 수국꽃길에서 개최된다.(덕포교 - 노산교 구간)
하천 중하류 구간을 따라 국도 제14호선이 있으며, 해안 합류지점 인근에는 35번 통영대전고속도로가 하천을 가로지르며 지난다.

## 동식물 갤러리

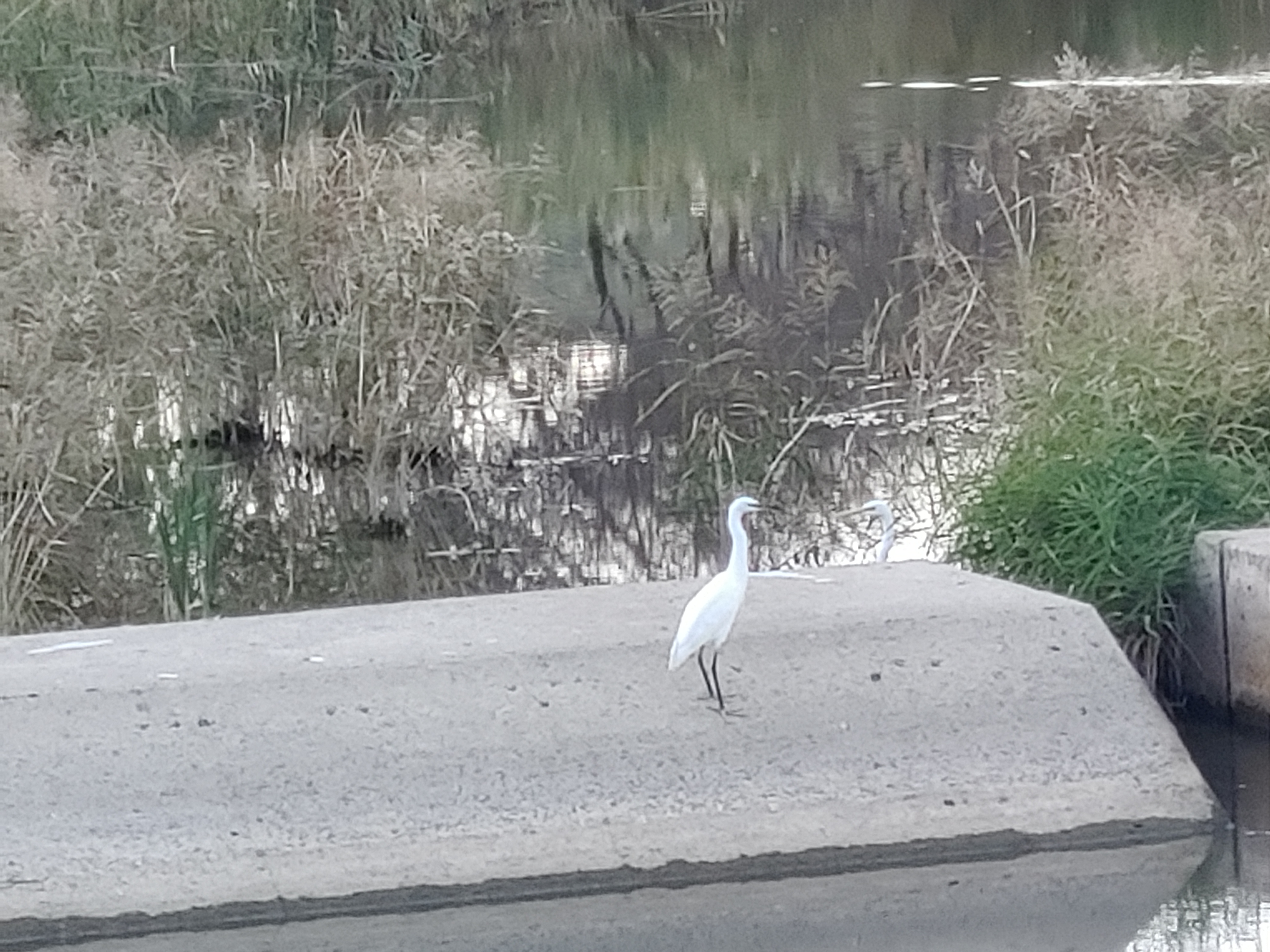
파일:광도천_백로.jpg백로(광도천)
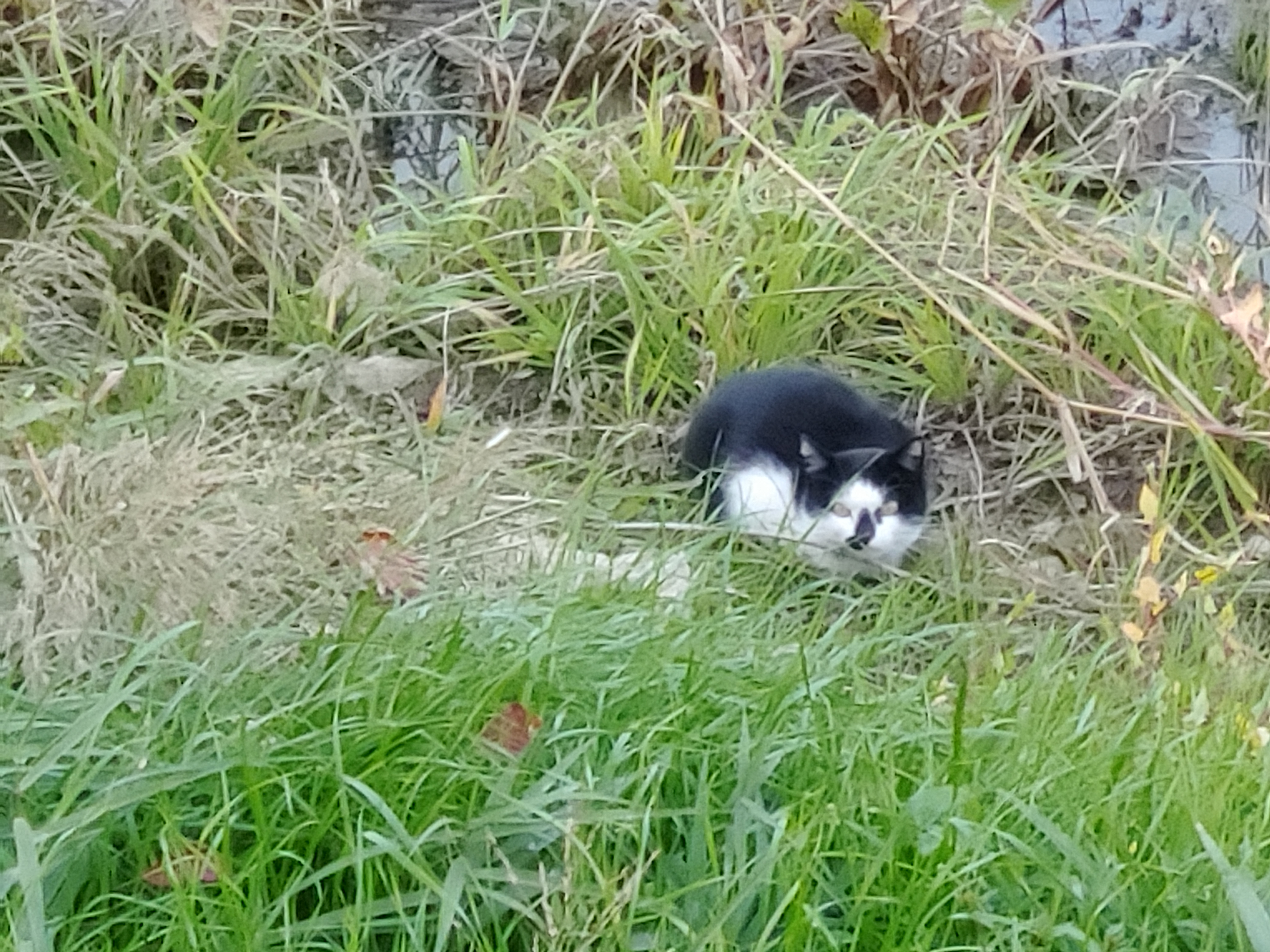
파일:광도천_고양이.jpg고양이(광도천)
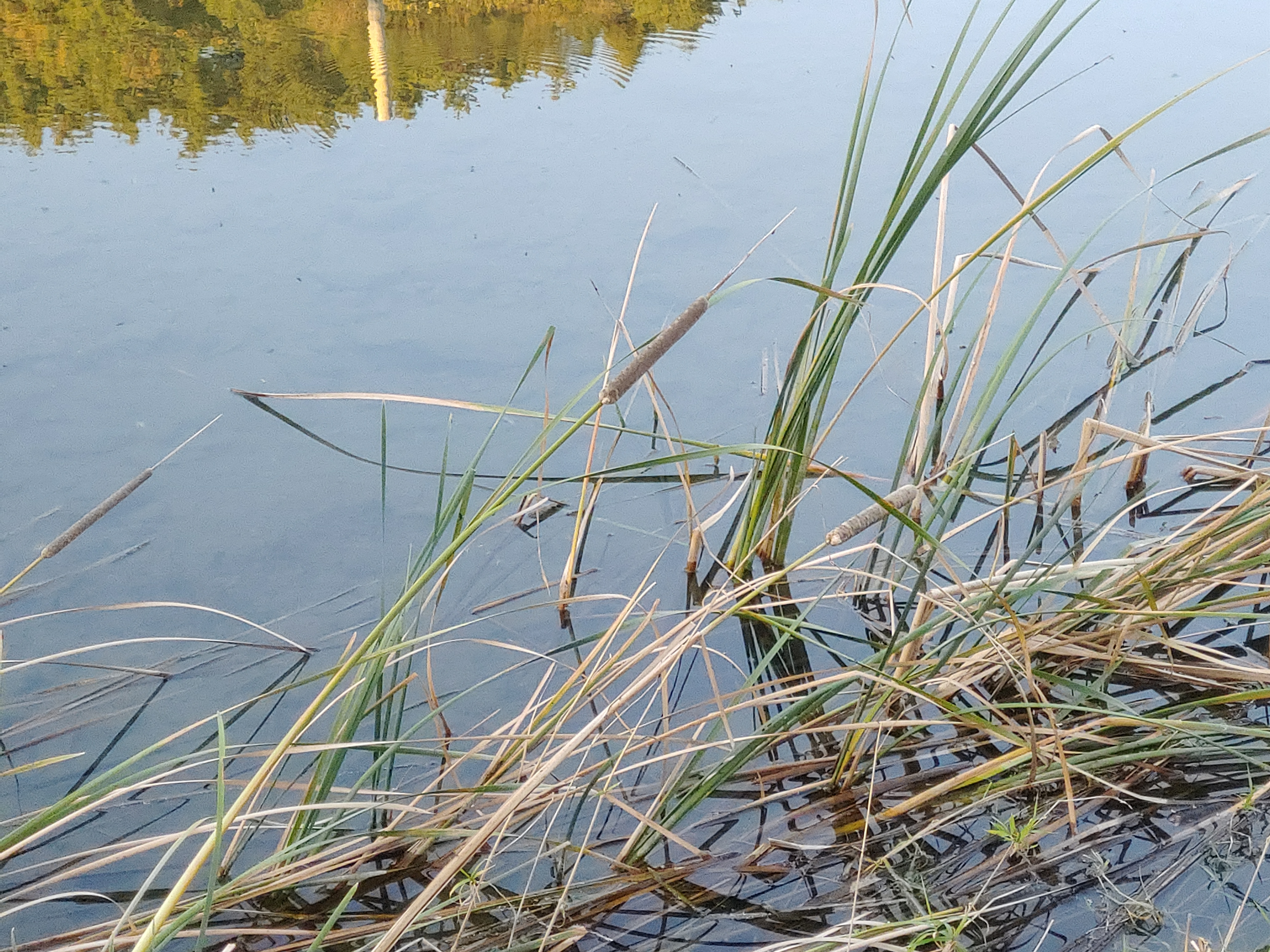
파일:광도천_부들.jpg부들(광도천)
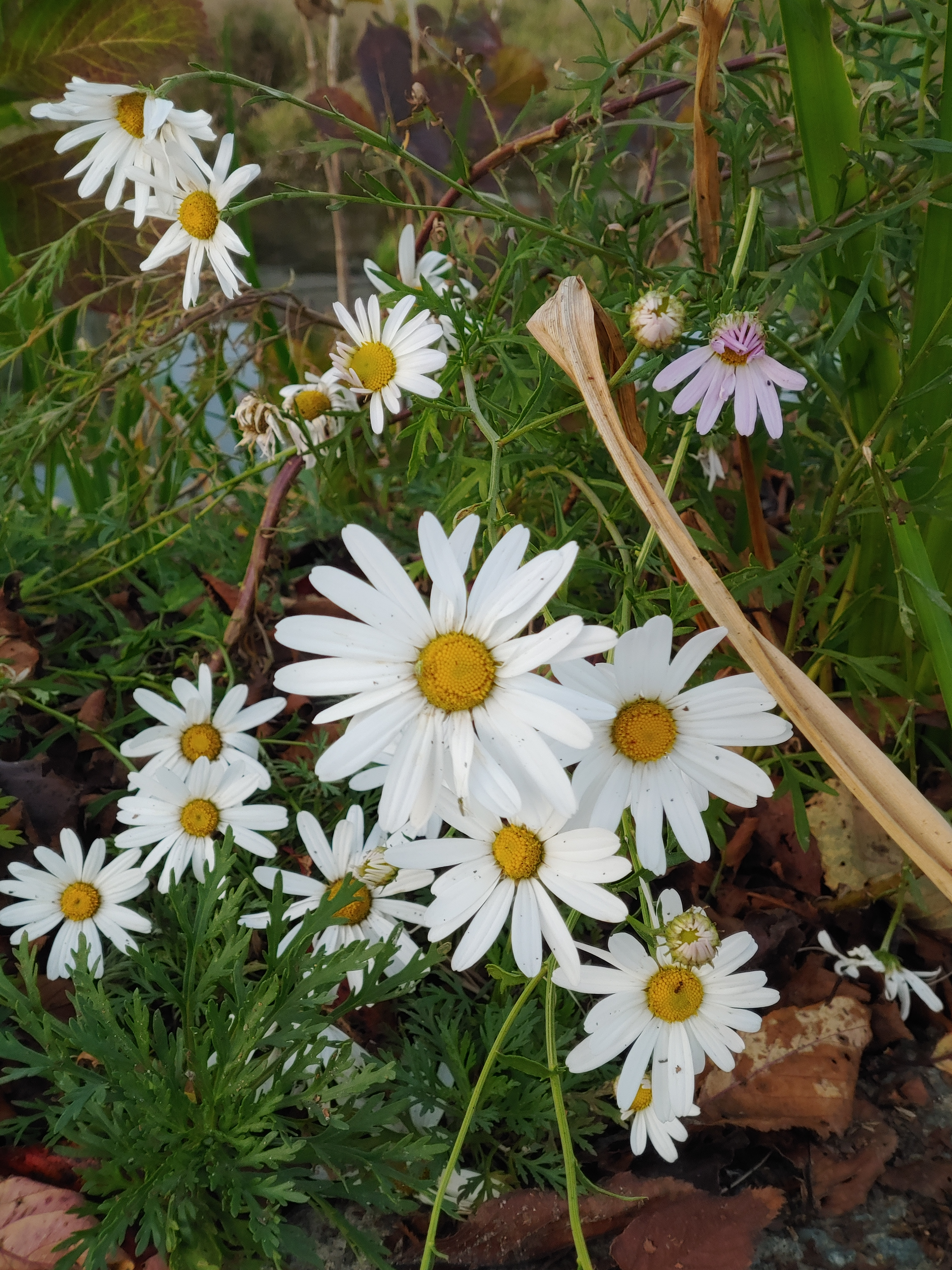
파일:광도천_개비취.jpg개비취(광도천)
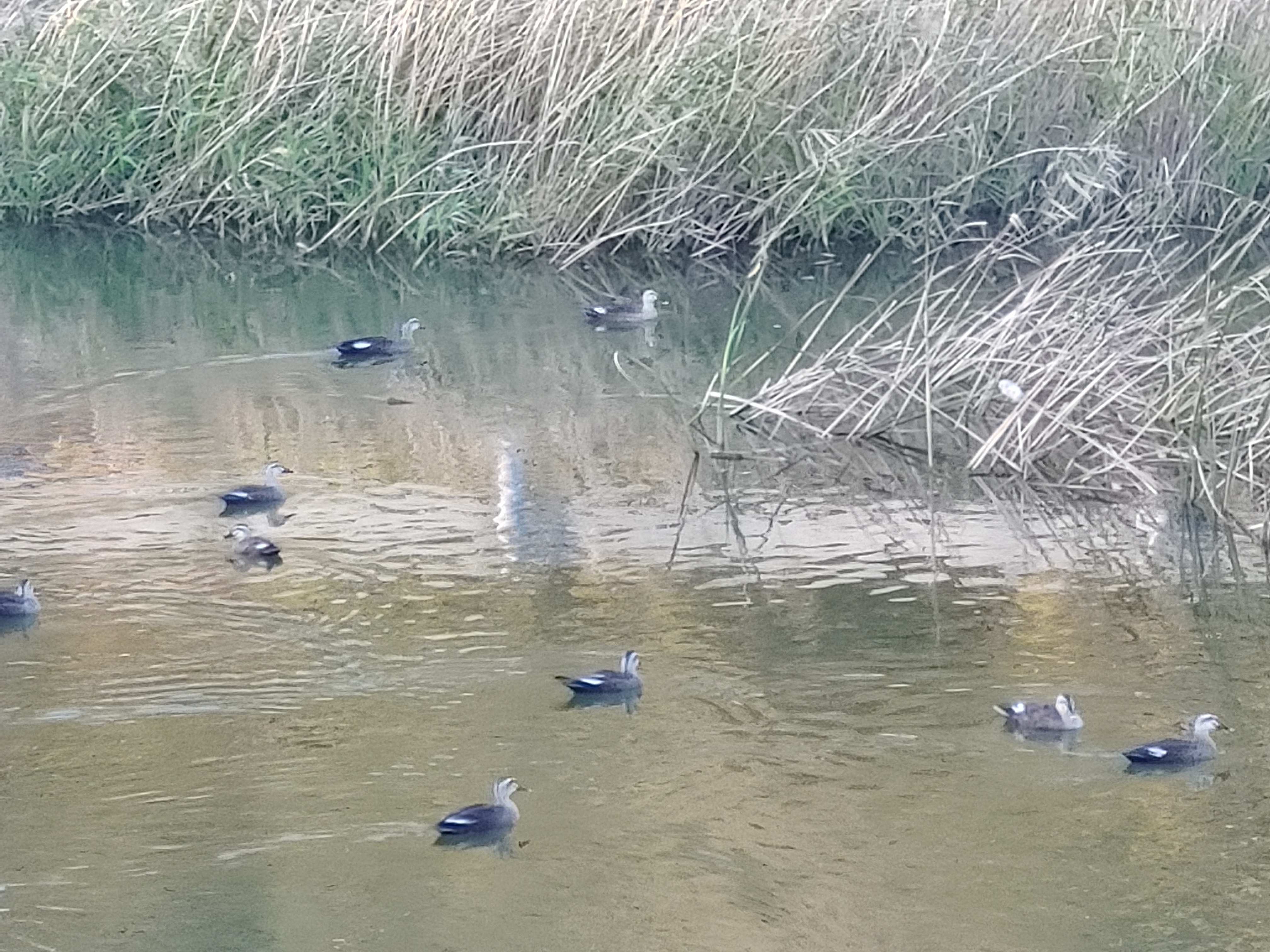
파일:광도천_흰뺨검둥오리.jpg흰뺨검둥오리(광도천)

1. 1 2  “네이버 지식백과”. 2020년 10월 13일에 확인함.
2. ↑  “네이버 지식백과”. 2020년 10월 29일에 확인함.
3. ↑  “하천관리지리정보”. 2020년 11월 5일에 확인함.
4. ↑  2000.1.?~2024. 9.28 기준